# オマーンサッカー協会
オマーンサッカー協会（オマーンサッカーきょうかい、アラビア語: اتحاد عمان لكرة القدم, 英: Oman Football Association）は、オマーンのサッカー協会である。略称はOFA。1978年に設立。
アジアサッカー連盟（AFC）には1979年に、国際サッカー連盟（FIFA）には1980年に加入した。また、西アジアサッカー連盟には2010年より加盟している。

## 主な運営・組織
- サッカーオマーン代表
- サッカーオマーン女子代表
- U-23サッカーオマーン代表
- オマーンリーグ
- スルタン・カーブース・カップ
- オマーン・リーグカップ（英語版）